# Bifidocoelotes bifidus
Bifidocoelotes bifidus är en spindelart som först beskrevs av Wang, Tso och Wu 200.  Bifidocoelotes bifidus ingår i släktet Bifidocoelotes och familjen mörkerspindlar.
Artens utbredningsområde är Taiwan. Inga underarter finns listade.